# Вторая черемисская война
Вторая череми́сская война — движение марийцев под руководством феодалов бывшего Казанского ханства против присоединения к Русскому царству. Восстание началось в благоприятных для восставших условиях сожжения столицы Русского государства войсками крымского хана, но всё же закончилось победой московского правительства.

## История
Лидеры луговых черемисов и казанских татар выступили с идеей независимости от Российского государства и восстановления Казанского ханства во главе с крымскими царевичами из династии Гиреев. Движение представляло собой организованный мятеж против царской администрации на левобережье Волги при поддержке иностранных государств: Крымского и Сибирского ханств, Ногайской Орды и даже Османской империи.
В 1567 году, после подавления восстания в Первой черемисской войне 1553-1557 годов, представители луговой черемисы (марийцы левобережья Волги) отправились в Крымское ханство. Посольство под предводительством марийского князя Качака и князя Адая приглашало на престол сына Девлет-Гирея и сообщало о подготовке восстания и планах овладеть самой Казанью. Русский посол в Крыму Афанасий Фёдорович Нагой сообщал, что весной в Крым к Девлет-Гирею прибыли гонцы из Ногайской Орды с просьбой прислать к ним царевича с войском для похода на Казань: «А писал деи ко царю сотцкой Адай да Кочак Мамичбердеев сын и вся луговая черемиса чтоб деи царь прислал к ним царевича с воинскими людьми. И как к ним царевич с воинскими людьми придёт, и они деи хотят от царя и великого князя отступити. И хотят деи приступати к Казани к острогу, а по селом деи по всем, московские люди служивые будут наши. А в собранье деи у нас луговые черемисы (л. 28 об.) шестьдесят тысеч».
В 1571 году после успешного похода и сожжения Москвы крымским ханом Девлет-Гиреем началось восстание. В подготовке участвовал марийский князь Качак. Вскоре восстание перекинулось на Каму, к нему примкнули мордва, удмурты и башкиры. Горная черемиса (правобережные марийцы) движение не поддержало. Сильное влияние на восставших оказывали марийские жрецы — карты, недовольные насильственной христианизацией. Заметных событий с 1571 по начало 1572 не было, но после того, как марийцы начали атаковать торговцев в лесах, начались ответные действия. В течение 1572-1573 годов в Поволжье для защиты от возможных набегов казанцев и черемисов были развернуты полки «от казанской украины» по линии Елатьма, Муром, Нижний Новгород, Шуя и Плес.
Ввиду поражения в августе 1572 года в Битве при Молодях хана Девлет-Гирея, повстанцы не дождались помощи из Крымского ханства или от Ногайской Орды на которую рассчитывали. Первый поход против повстанцев был предпринят только осенью этого года. Русская рать была собрана к зиме 1572—73 годов и возглавлял её боярин князь Никита Романович Одоевский. В 1573 году повстанцы отрезали Москве более, чем на 2 месяца проход по реке Волге к Казани. Передвижение по суше было опасным из-за частых нападений повстанцев, скрывающихся в лесах.
В 1573 году решение о походе в Среднее Поволжье было принято 6 сентября, а в октябре крупное русское соединение собралось в Муроме под началом князя Ивана Фёдоровича Мстиславского. Узнав о прибытии в Муром крупного русского войска, под впечатлением от победы при Молодях, а также от набегов русских казаков, когда они в этом же году сожгли столицу Ногайской Орды — Сарайчик, лидеры луговой черемисы заявили о прекращении восстания и признании царской власти. Военный поход был отменён. Несмотря на это, в конце 1573 начале 1574 года казанские татары совершили последний в истории набег на Нижний Новгород.
В грамоте от 9 февраля 1574 года черемисам Чебоксарского уезда Иван IV Васильевич Грозный писал, что они «били нам челом всею Казанскою землею за свои вины». Царь их простил, но распорядился приписать черемисские волости к будущим городам и острогам, на строительство которых они должны были возить лес.
В апреле 1574 года, для улучшения контроля над землями в Среднем Поволжье отрядом князя Андрея Дмитриевича Палецкого, на левом берегу Волги была основана крепость Кокшайск, что повлекло усиление позиций царской администрации в этом крае.
Успех правительственных войск оказался временным, ввиду того, что причины для новых восстаний не были устранены. К тому же все описанные события проходили в разгар затяжной Ливонской войны Русского государства, отвлекавшей ресурсы, поэтому русская власть не могла быть сильна. Следующее восстание начнётся в 1581 году.